# Sainte-Catherine-de-la-Jacques-Cartier
Sainte-Catherine-de-la-Jacques-Cartier é uma cidade localizada na província de Quebec no Canadá.